# 淫辱の性姫 〜快姦ニ堕チタ姫〜
『淫辱の性姫 〜快姦ニ堕チタ姫〜』（いんじょくのせいき〜かいかんにおちたひめ〜）は2008年10月31日にStudio e.go!から発売されたアダルトゲームである。

## 概要
定められた期間内で、少女を調教する育成シミュレーションゲーム。ファンタジーの世界観をもち、復讐を果たすために王女を「調教」するゲームで、その内容はいわゆるSM中心だが、世界観にあわせて「召喚した魔物に襲わせて責める」「体を魔法で幼くして責める」なども含まれている。
「調教」の対象となるキャラクターは王女サラ1人で、選択肢により王妃を生き残らせることも可能ではあるが「調教」用のパラメータは存在せず、また、その「調教」ステータスもサラと共用のため、「調教」の内容を変化させ、エンディングを変化させるためだけの対象となっている。

## ストーリー
エルフが非常に多く住む世界。そのエルフたちは大陸の大部分を占めるソシアート王国を形成し平和に暮らしていたが、突然変異によりごく僅かではあるが通常のエルフたちより飛びぬけて知力、身体能力など何らかの要素が優れたものが生まれてきた。やがて通常のエルフたちは彼らを「枝分かれ」と呼び、彼らの飛びぬけた能力を恐れて迫害し、北方に追い込む。
北方の村で生まれたグラドゥスは、迫害の中で生きてきて、そんな彼らを止めようとするどころか黙認する王国に恨みを抱いていた。そんなある日、ノルンと名乗る悪魔から「ノルンが精気を吸収する手助けをする」事を条件に「復讐に力を貸す」と言われる。グラドゥスはそれを利用し、王国中心部に攻め込み、制圧する。そしてノルンとの契約と自らの復讐を果たすべく、王女サラへの陵辱を始めるのであった。

## 登場人物
グラドゥス
声 - こんつ
プレイヤーキャラクター。枝分かれの両親から枝分かれとして生まれ、国家規模の迫害を受け生きてきた。そのため王国及びそれを統治する王族や自らを蔑んできたエルフ達に強い恨みを持っている。
サラスティーヌ=ウェルア=ソシアート（サラ）
声 - 小倉結衣
ソシアート王国の王女。王女としてのプライドは高いが、枝分かれに対する偏見や虐げる意思は持っていない。ただし自らの父を殺したグラドゥスらに対しては敵意を持っている。
ディアナ=ヴィルデ=ソシアート
声 - 紫苑みやび
ソシアート王国の王妃。王妃として他人を見下す傾向が強い。
ノルン
声 - 佐藤玲羅
グラドゥスに力を与えた悪魔。マスコットのような外見をしているが性格は極めて残忍。ある事情により本来の姿を失っており、元の姿に戻るためグラドゥスと契約する。

## スタッフ
- 原画:山本和枝

## 主題歌
キミの手のひら
作詞・作曲：あきつきかおる
歌：小倉結衣